# Reserva comunal Chayu Nain
La Reserva comunal Chayu Nain es un área protegida en el Perú. Se encuentra en la región Amazonas, en las provincias de Bagua y Utcubamba.
Fue creado el 9 de diciembre de 2009, mediante Decreto Supremo N.º 021-2009-MINAM.. Tiene una extensión de 23 597,76 hectáreas.
Está ubicada en los distrito de Aramango, Imaza y Cajaruro entre la provincia de Bagua y Utcubamba, región Amazonas.